# 渡部香生子
渡部香生子（日语：／ Watanabe Kanako，1996年11月15日—），生于东京都葛飾區，日本女子游泳运动员，擅长蛙泳和混合泳，曾就读于早稻田大学体育科学部。2012年，她作为日本代表团最年轻的运动员参加伦敦奥运会。2015年，她在喀山世锦赛女子200米蛙泳项目上获得金牌，同时为日本夺得了游泳世锦赛的第100枚奖牌。

## 生平
渡部4岁时因为体弱多病被父母送进游泳学校接受训练。在中学1年级以前，渡部一直都是以混合泳为主项，蝶泳、仰泳、自由泳为副项参加比赛。然而，中学1年级的秋天，她的右肩受伤，只好参加对肩部负担小的蛙泳比赛，结果取得了好的成绩。从那时开始，她就经常参加蛙泳的比赛。
2010年，中学2年级的渡部在日本的全国中学游泳运动会（全国中学校水泳競技大会）上获得了100米蛙泳和200米蛙泳的冠军。其中在200米蛙泳决赛上，她更是打破了福留景子在2008年刷新的日本中学纪录。
2011年5月，渡部在日本游泳公开赛（ジャパンオープン）的50米、100米、200米蛙泳3场比赛上均以打破日本中学纪录的成绩获得冠军。同年8月，她参加世界青年游泳锦标赛，并分别在50米、100米以及200米蛙泳上获得第4名、亚军以及冠军。
2012年4月，刚升入高中的渡部为了拿到伦敦奥运会的参赛权，参加了当年的日本游泳锦标赛，她在200米蛙泳决赛上以2分23秒56的成绩获得第2名，成功取得伦敦奥运会该项目的参赛资格。在伦敦奥运会女子200米蛙泳项目上，渡部以半决赛第14名的成绩无缘决赛。同年12月，她又参加在伊斯坦布尔举行的世界短池游泳锦标赛，并在200米蛙泳上获得一枚铜牌。
2013年，渡部参加日本游泳锦标赛，她在自己擅长的200米蛙泳项目半决赛上小组排名第8，无缘决赛，而100米蛙泳和200米个人混合泳则分别获得第2名及第1名。同年7月，她第一次参加世界游泳锦标赛，在200米个人混合泳上，她以半决赛第9的成绩无缘决赛，随后又在100米蛙泳预赛上获得第27名。
在2014年4月举行的第90届日本游泳锦标赛上，渡部获得了100米蛙泳、200米个人混合泳以及200米蛙泳的冠军，同时还刷新了100米蛙泳和200米蛙泳的日本高中生纪录。同年6月，她又在日本游泳公开赛女子100米蛙泳上夺得冠军并打破了日本游泳名将铃木聪美保持了5年的日本全国纪录。在同年8月的泛太平洋游泳锦标赛上，渡部获得了女子200米蛙泳的金牌，第一次在国际长池比赛上获得冠军。1个月后，她在仁川举行的亚洲运动会上分别获得了200米蛙泳、女子4×100米混合泳接力的金牌以及100米蛙泳、200米个人混合泳、4×100米自由泳接力的银牌，共计5枚奖牌。同年12月，她又在多哈举行的世界短池游泳锦标赛上获得了女子200米蛙泳的金牌。
2015年4月，渡部在第91届日本游泳锦标赛上获得50米、100米、200米蛙泳以及200米个人混合泳这4个项目的冠军。2015年8月，她参加在俄罗斯喀山举行的世界游泳锦标赛，首先她在200米个人混合泳决赛上以2分8秒45的成绩打破日本全国纪录获得亚军；在之后的100米蛙泳决赛上，她以1分6秒43的成绩获得第4，这一成绩仅比第3名的牙买加选手艾莉雅·阿特金森慢0.01秒；随后在200米蛙泳决赛上，她在最后时刻超越了当时的世界纪录保持者丽克·默勒·彼泽森，以2分21秒15的成绩夺得一枚金牌，这一枚金牌也是日本队在世界游泳锦标赛上夺得的第100枚奖牌。而她在世界游泳锦标赛上的出色表现也让她在同年11月底被VOGUE JAPAN选为“2015年年度最佳女性”之一。
2016年，由于承受不小压力，渡部的状态有所下滑，在里约奥运游泳日本预选赛上，她参加了三个奥运个人项目的比赛，最终仅获得100米蛙泳和200米蛙泳的奥运资格，而在200米个人混合泳上，她只获得第三名。同年8月，渡部参加了里约奥运，在第一个项目女子100米蛙泳的预赛上，她游出了1分7秒22排名全体第16名，然而裁判裁定她在比赛中犯规，决定取消她的成绩，日本游泳协会对此表示不满，并向裁判提出申诉，一个小时过后，渡部的半决赛资格被恢复。在同日的半决赛上，她以1分7秒43的成绩排名全体第15名，没能晋级决赛。而在之后举行的200米蛙泳比赛上，她同样没能发挥出最佳状态，最终在半决赛上以2分25秒10止步。
2017年，渡部在4月进行的日本游泳锦标赛上表现不佳，落选世锦赛阵容，尽管如此仍获得8月进行的世界大学生运动会的参赛资格。在个人的首次世界大学生运动会之旅中，她获得了女子100米蛙泳、女子200米蛙泳和女子4×100米混合泳接力三个项目的冠军。
2018年8月，渡部出战了泛太平洋游泳锦标赛和亚洲运动会两大赛事，在率先进行的泛太平洋游泳锦标赛中，她以1分7秒97的成绩获得女子100米蛙泳预赛第八名。随后进行的亚洲运动会当中，她在唯一参加的项目女子200米蛙泳上以2分23秒05的成绩成功卫冕。
2019年3月底，渡部正式从早稻田大学毕业。不久后她为重返世锦赛接连出战日本锦标赛和日本公开赛，但最终再度落选。同年6月底，她获选为2019年夏季世界大学生运动会日本代表团队长，之后随团参加该赛事，最终获得女子4×100米自由泳接力和女子4×100米混合泳接力的银牌以及女子100米蛙泳和女子200米蛙泳的铜牌。